# Kim Pegula

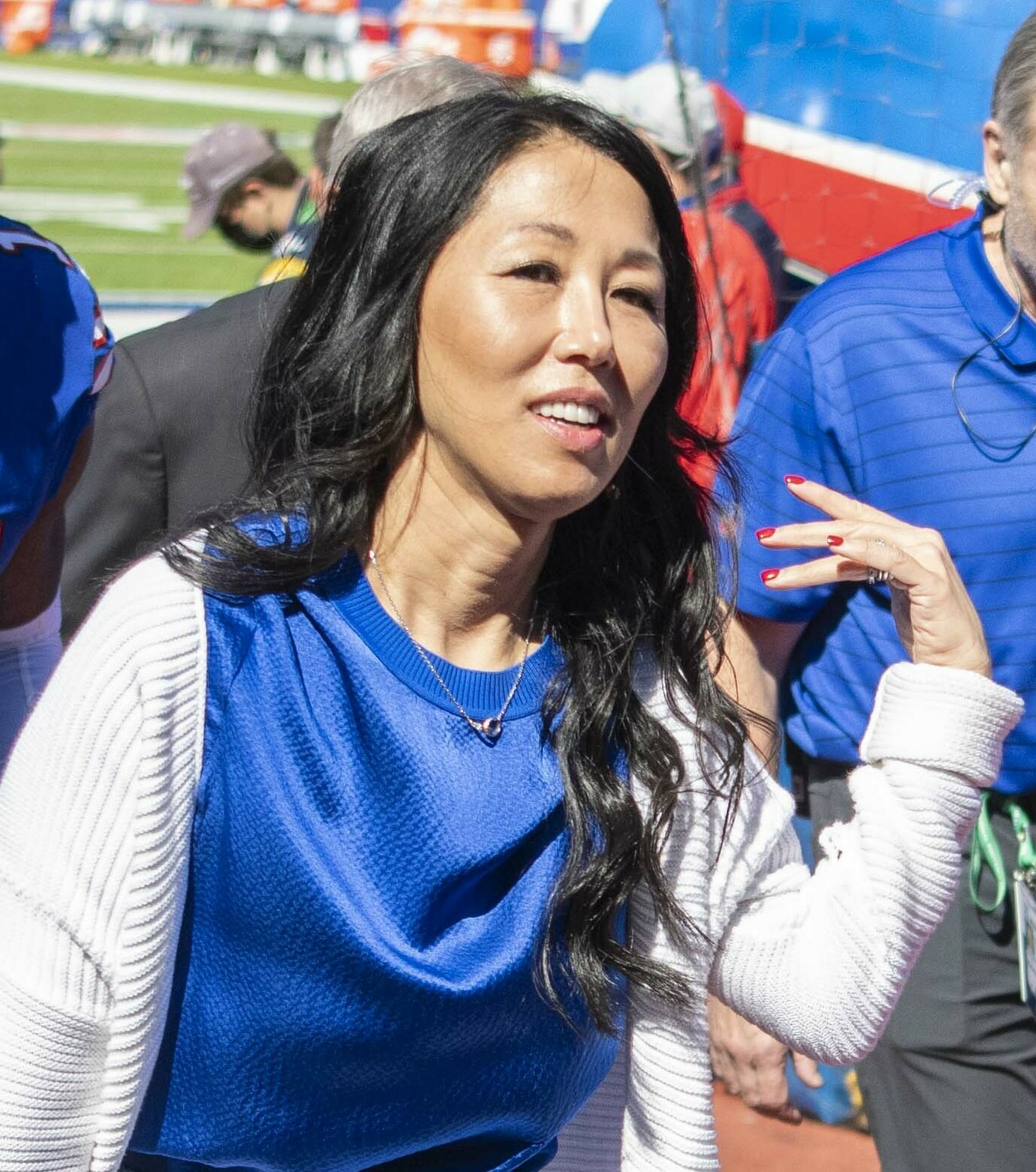
Kim Pegula em 2021.

Kim S. Pegula (nascida Kerr, 07 de junho de 1969 Seul, Coreia do Sul — ), é uma empresária americana e, com seu marido Terry Pegula, um dos principais proprietários do Buffalo Bills da National Football League (NFL). Também é presidente da Pegula Sports and Entertainment [en], a holding que administra os Bills e também os Buffalo Sabres da National Hockey League; os Buffalo Bandits e Rochester Knighthawks da National Lacrosse League; e o Rochester Americans [en] da American Hockey League. A empresa também administra o LECOM Harborcenter [en] e a Black River Entertainment [en], uma gravadora independente com sede em Nashville. Por extensão, é a presidente de várias equipes da Pegula Sports and Entertainment, incluindo Bills e Sabres. Pegula, Shahid Khan e Zygi Wilf [en] são os únicos três proprietários de times da NFL que não nasceram nos Estados Unidos.

## Vida pregressa
Pegula nasceu em Seul, Coreia do Sul. Não se lembra de seu nome de nascimento, nenhum registro de seus pais biológicos nem qualquer relato de sua vida na Coreia do Sul, apenas sua data de nascimento, um relato de segunda mão de ter sido abandonada nas ruas de Seul aos cinco anos de idade e um Teste de DNA que mostrou que um de seus pais provavelmente era japonês. Foi trazida para os Estados Unidos e foi adotada por Ralph e Marilyn Kerr em 30 de dezembro de 1974. Cresceu com sua família adotiva em Fairport, Nova York, um subúrbio de Rochester. Pegula participou da torcida e da banda da escola, tocando fagote. Depois de seguir os passos de seus irmãos ao se matricular no Houghton College, ela e uma colega de quarto fizeram planos de se aventurar no Alasca para trabalhar perto de um acampamento de pesca ao ouvir que havia dinheiro a ser ganho. Incapaz de pagar a passagem, se inscreveu para trabalhar em um restaurante em Belfast, Nova York; durante uma entrevista para um emprego de garçonete, conheceu Terry Pegula, que estava jantando no restaurante. Em 1991, Terry ofereceu a ela um emprego em sua empresa de gás natural e acabaram iniciando um relacionamento; casaram em 1993.

## Carreira
Pegula esteve envolvida na empresa de seu marido, East Resources, de 1991 até sua venda em 2010. Pouco depois, os Pegulas compraram o Buffalo Sabres e suas duas equipes afiliadas, o Buffalo Bandits da NLL e o Rochester Americans da AHL. Ela influenciou o planejamento e a construção do LECOM Harborcenter, um empreendimento de uso misto próximo à arena dos Sabres e parte da revitalização do centro de Buffalo. Após a morte do antigo proprietário do Buffalo Bills, Ralph Wilson, o time de futebol americano foi colocado à venda. Os Pegulas competiram com o magnata do setor imobiliário (e ex-presidente dos Estados Unidos) Donald Trump e também um consórcio do cantor de rock Jon Bon Jovi e pessoas-chave da Maple Leaf Sports and Entertainment, com sede em Toronto, para a equipe. Os Pegulas venceram com uma oferta em dinheiro recorde da NFL de $ 1,4 bilhão.
Após a aquisição, Kim e Terry Pegula reorganizaram suas franquias esportivas, junto com a gravadora Black River Entertainment em uma nova empresa, Pegula Sports and Entertainment. Ela ajudou a cunhar o termo "One Buffalo" e também está envolvida com a NFL Foundation. Os Pegulas também doaram quantias significativas de dinheiro para suas almas maters, incluindo US$ 12 milhões para o Houghton College, o que permitiu a construção de um novo complexo de atletismo e a transição para a Divisão III da NCAA. Fã de sobremesas, Pegula ajudou a formular sorvetes e cupcakes premium com a marca "One Buffalo". Desde a sua formação, a Pegula Sports and Entertainment, com Kim Pegula como presidente e CEO, fez várias aquisições de propriedades em Buffalo e lançou uma rede regional de esportes, MSG Western New York. A empresa também adquiriu mais duas equipes esportivas profissionais, o Buffalo Beauts da National Women's Hockey League (até a alienação do time um ano depois) e o Rochester Knighthawks da National Lacrosse League.
Em março de 2018, Pegula foi nomeada para o comitê de negócios da National Football League, substituindo Russ Brandon. Pegula está no Super Bowl da NFL e no comitê consultivo de grandes eventos.
Em 1º de maio de 2018, após a renúncia abrupta de Brandon como presidente da Pegula Sports and Entertainment, bem como do Bills and Sabres, Pegula foi nomeado presidente de todas as propriedades da Pegula Sports and Entertainment. Se tornou a primeira presidente de equipe mulher na história da NFL e da NHL quando se tornou presidente das franquias Bills e Sabres. Pegula também é uma das poucas proprietárias da NFL, incluindo Sheila Ford Hamp (Detroit Lions), Virginia Halas McCaskey (Chicago Bears), Amy Adams Strunk (Tennessee Titans), Carol Davis (Las Vegas Raiders), Denise DeBartolo York (San Francisco 49ers), Gayle Benson (New Orleans Saints), Janice McNair (Houston Texans), Jody Allen (Seattle Seahawks) e Dee Haslam (Cleveland Browns).

## Vida pessoal
Terry e Kim Pegula têm três filhos, Kelly, Matthew e Jessica, que é tenista profissional. Kim tem dois enteados, Michael e Laura, do casamento anterior de Terry. Os Pegulas têm casas em East Aurora, Nova York, e Boca Raton, Flórida.
Em junho de 2022, Pegula foi hospitalizado em uma unidade de terapia intensiva em Boca Raton por motivos que a família não revelou. A filha de Pegula, Jessica, afirmou mais tarde que a condição de sua mãe havia melhorado na época da participação de Jessica no Torneio de Wimbledon de 2022 e estava se reabilitando. Em 7 de fevereiro de 2023, Jessica Pegula revelou em um artigo do Players 'Tribune que a hospitalização de Kim Pegula foi devido a ter sofrido uma parada cardíaca, que evoluiu para uma "lesão cerebral" levando a "afasia expressiva significativa e problemas significativos de memória" devido a prolongada falta de oxigênio em seu cérebro. Jessica Pegula deu crédito a sua irmã, Kelly, por salvar a vida de sua mãe, pois ela havia feito uma aula de RCP alguns meses antes.